# Pelophylax cretensis
The Cretan Frog (Pelophylax cretensis) là một loài ếch thuộc họ Ranidae.
Đây là loài đặc hữu của Hy Lạp.
Môi trường sống tự nhiên của chúng là thảm cây bụi kiểu Địa Trung Hải, sông ngòi, sông có nước theo mùa, đầm nước, hồ nước ngọt, hồ nước ngọt có nước theo mùa, đầm nước ngọt, đầm nước ngọt có nước theo mùa, và các đồn điền. Chúng hiện đang bị đe dọa vì mất môi trường sống.